# Бобятин
Бобя́тин (укр. Боб'ятин) — село в Сокальской городской общине Шептицкого района Львовской области Украины.
Население по переписи 2001 года составляло 878 человек. По состоянию на 2025 год в селе зарегистрировано 660 человек. Занимает площадь 2,22 км². Почтовый индекс — 80030. Телефонный код — 3257.